# Formula–1-es egyéni világbajnokok listája
A Formula–1-es világbajnoki címet minden szezonban az a versenyző szerzi meg, aki a legsikeresebb az adott év folyamán, melyet az adott évben érvényes, a helyezések után járó pontok rendszere határoz meg. Az első világbajnoki címet a Formula–1 első kiírásában, 1950-ben Nino Farina nyerte. Alberto Ascari volt az első, aki többször (1952–1953) nyert világbajnoki címet.
A világbajnokságot meghirdető FIA az év végéig hivatalosan nem hirdeti ki az az adott szezon győztesét, ennek ellenére lehetséges, hogy már az utolsó verseny előtt eldől a cím sorsa. Ez oly módon lehetséges, ha a tabellát vezető versenyző oly mértékű pontelőnyt szerzett a többiekhez képest, hogy számukra a hátralevő versenyeken begyűjthető pontszámot figyelembe véve matematikailag nem lehetséges a pontversenyben utolérni az élen állót. 2002-ben Michael Schumacher rekordot állított fel, mikor hat versennyel a szezon vége előtt bebiztosította a győzelmét.
A 2023-as szezon végéig összesen 34-en szereztek világbajnoki címet, köztük a rekordtartó Michael Schumacher, aki hétszer nyerte meg a világbajnokságot, holtversenyben Lewis Hamiltonnal. Schumacher nyert sorozatban egymás után is a legtöbbször: 2000 és 2004 között folyamatosan, összesen ötször szerezte meg a világbajnoki trófeát. Rajta kívül 9 versenyző tudta megvédeni a bajnoki címét: Juan Manuel Fangio, Alberto Ascari, Jack Brabham, Alain Prost, Ayrton Senna, Mika Häkkinen, Fernando Alonso, Sebastian Vettel, Lewis Hamilton, és Max Verstappen.
Az országok közül az Egyesült Királyság rendelkezik legtöbb bajnoki címmel és világbajnok versenyzővel: 1958-tól 2021-ig tíz pilótája összesen 20 világbajnokságot nyert.

## Világbajnokok listája
| Szezon | Versenyző          | Csapat             | Első rajtkocka | Győzelem | Dobogós helyezés | Leggyorsabb kör | Pont  | A cím megszerzése  | Pontelőny |
| ------ | ------------------ | ------------------ | -------------- | -------- | ---------------- | --------------- | ----- | ------------------ | --------- |
| 1950   | Giuseppe Farina    | Alfa Romeo         | 2              | 3        | 3                | 3               | 30    | 7. futam (7-ből)   | 3         |
| 1951   | Juan Manuel Fangio | Alfa Romeo         | 4              | 3        | 5                | 5               | 31    | 8. futam (8-ból)   | 6         |
| 1952   | Alberto Ascari     | Ferrari            | 5              | 6        | 6                | 6               | 36    | 6. futam (8-ból)   | 12        |
| 1953   | Alberto Ascari     | Ferrari            | 6              | 5        | 5                | 4               | 34,5  | 8. futam (9-ből)   | 6,5       |
| 1954   | Juan Manuel Fangio | Maserati, Mercedes | 5              | 6        | 7                | 3               | 42    | 7. futam (9-ből)   | 16,9      |
| 1955   | Juan Manuel Fangio | Mercedes           | 3              | 4        | 5                | 3               | 40    | 6. futam (7-ből)   | 16,5      |
| 1956   | Juan Manuel Fangio | Ferrari            | 6              | 3        | 5                | 4               | 30    | 8. futam (8-ból)   | 3         |
| 1957   | Juan Manuel Fangio | Maserati           | 4              | 4        | 6                | 2               | 40    | 6. futam (8-ból)   | 15        |
| 1958   | Mike Hawthorn      | Ferrari            | 4              | 1        | 7                | 5               | 42    | 11. futam (11-ből) | 1         |
| 1959   | Jack Brabham       | Cooper-Climax*     | 1              | 2        | 5                | 1               | 31    | 9. futam (9-ből)   | 4         |
| 1960   | Jack Brabham       | Cooper-Climax*     | 3              | 5        | 5                | 3               | 43    | 8. futam (10-ből)  | 9         |
| 1961   | Phil Hill          | Ferrari*           | 5              | 2        | 6                | 2               | 34    | 7. futam (8-ból)   | 1         |
| 1962   | Graham Hill        | BRM*               | 1              | 4        | 6                | 3               | 42    | 9. futam (9-ből)   | 12        |
| 1963   | Jim Clark          | Lotus-Climax*      | 7              | 7        | 9                | 6               | 54    | 7. futam (10-ből)  | 21        |
| 1964   | John Surtees       | Ferrari*           | 2              | 2        | 6                | 2               | 40    | 10. futam (10-ből) | 1         |
| 1965   | Jim Clark          | Lotus-Climax*      | 6              | 6        | 6                | 6               | 54    | 7. futam (10-ből)  | 14        |
| 1966   | Jack Brabham       | Brabham-Repco*     | 3              | 4        | 5                | 1               | 42    | 7. futam (9-ből)   | 14        |
| 1967   | Denny Hulme        | Brabham-Repco*     | 0              | 2        | 8                | 2               | 51    | 11. futam (11-ből) | 5         |
| 1968   | Graham Hill        | Lotus-Ford*        | 2              | 3        | 6                | 0               | 48    | 12. futam (12-ből) | 12        |
| 1969   | Jackie Stewart     | Matra-Ford*        | 2              | 6        | 7                | 5               | 63    | 8. futam (11-ből)  | 26        |
| 1970   | Jochen Rindt       | Lotus-Ford*        | 3              | 5        | 5                | 1               | 45    | 12. futam (13-ból) | 5         |
| 1971   | Jackie Stewart     | Tyrrell-Ford*      | 6              | 6        | 7                | 3               | 62    | 8. futam (11-ből)  | 29        |
| 1972   | Emerson Fittipaldi | Lotus-Ford*        | 3              | 5        | 8                | 0               | 61    | 10. futam (12-ből) | 16        |
| 1973   | Jackie Stewart     | Tyrrell-Ford       | 3              | 5        | 8                | 1               | 71    | 13. futam (15-ből) | 16        |
| 1974   | Emerson Fittipaldi | McLaren-Ford*      | 2              | 3        | 7                | 0               | 55    | 15. futam (15-ből) | 3         |
| 1975   | Niki Lauda         | Ferrari*           | 9              | 5        | 8                | 2               | 64,5  | 13. futam (14-ből) | 19,5      |
| 1976   | James Hunt         | McLaren-Ford       | 8              | 6        | 8                | 2               | 69    | 16. futam (16-ból) | 1         |
| 1977   | Niki Lauda         | Ferrari*           | 2              | 3        | 10               | 3               | 72    | 14. futam (16-ból) | 17        |
| 1978   | Mario Andretti     | Lotus-Ford*        | 8              | 6        | 7                | 3               | 64    | 14. futam (16-ból) | 13        |
| 1979   | Jody Scheckter     | Ferrari*           | 1              | 3        | 6                | 0               | 51    | 13. futam (15-ből) | 4         |
| 1980   | Alan Jones         | Williams-Ford*     | 3              | 5        | 10               | 5               | 67    | 13. futam (14-ből) | 13        |
| 1981   | Nelson Piquet      | Brabham-Ford       | 4              | 3        | 7                | 1               | 50    | 15. futam (15-ből) | 1         |
| 1982   | Keke Rosberg       | Williams-Ford      | 1              | 1        | 6                | 0               | 44    | 16.futam (16-ból)  | 5         |
| 1983   | Nelson Piquet      | Brabham-BMW        | 1              | 3        | 8                | 4               | 59    | 15. futam (15-ből) | 2         |
| 1984   | Niki Lauda         | McLaren-Porsche*   | 0              | 5        | 9                | 5               | 72    | 16. futam (16-ból) | 0,5       |
| 1985   | Alain Prost        | McLaren-Porsche*   | 2              | 5        | 11               | 5               | 73    | 14. futam (15-ből) | 20        |
| 1986   | Alain Prost        | McLaren-Porsche    | 1              | 4        | 11               | 2               | 72    | 16. futam (16-ból) | 2         |
| 1987   | Nelson Piquet      | Williams-Honda*    | 4              | 3        | 11               | 4               | 73    | 15. futam (16-ból) | 12        |
| 1988   | Ayrton Senna       | McLaren-Honda*     | 13             | 8        | 11               | 3               | 90    | 15. futam (16-ból) | 3         |
| 1989   | Alain Prost        | McLaren-Honda*     | 2              | 4        | 11               | 5               | 76    | 15. futam (16-ból) | 16        |
| 1990   | Ayrton Senna       | McLaren-Honda*     | 10             | 6        | 11               | 2               | 78    | 15. futam (16-ból) | 7         |
| 1991   | Ayrton Senna       | McLaren-Honda*     | 8              | 7        | 12               | 2               | 96    | 15. futam (16-ból) | 24        |
| 1992   | Nigel Mansell      | Williams-Renault*  | 14             | 9        | 12               | 8               | 108   | 11. futam (16-ból) | 52        |
| 1993   | Alain Prost        | Williams-Renault*  | 13             | 7        | 12               | 6               | 99    | 14. futam (16-ból) | 26        |
| 1994   | Michael Schumacher | Benetton-Ford      | 6              | 8        | 10               | 8               | 92    | 16. futam (16-ból) | 1         |
| 1995   | Michael Schumacher | Benetton-Renault*  | 4              | 9        | 11               | 8               | 102   | 15. futam (17-ből) | 33        |
| 1996   | Damon Hill         | Williams-Renault*  | 9              | 8        | 10               | 5               | 97    | 16. futam (16-ból) | 19        |
| 1997   | Jacques Villeneuve | Williams-Renault*  | 10             | 7        | 8                | 3               | 81    | 17. futam (17-ből) | 39        |
| 1998   | Mika Häkkinen      | McLaren-Mercedes*  | 9              | 8        | 11               | 6               | 100   | 16. futam (16-ból) | 14        |
| 1999   | Mika Häkkinen      | McLaren-Mercedes   | 11             | 5        | 10               | 6               | 76    | 16. futam (16-ból) | 2         |
| 2000   | Michael Schumacher | Ferrari*           | 9              | 9        | 12               | 2               | 108   | 16. futam (17-ből) | 19        |
| 2001   | Michael Schumacher | Ferrari*           | 11             | 9        | 14               | 3               | 123   | 13. futam (17-ből) | 58        |
| 2002   | Michael Schumacher | Ferrari*           | 7              | 11       | 17               | 7               | 144   | 11. futam (17-ből) | 67        |
| 2003   | Michael Schumacher | Ferrari*           | 5              | 6        | 8                | 5               | 93    | 16. futam (16-ból) | 2         |
| 2004   | Michael Schumacher | Ferrari*           | 8              | 13       | 15               | 10              | 148   | 14. futam (18-ból) | 34        |
| 2005   | Fernando Alonso    | Renault*           | 6              | 7        | 15               | 2               | 133   | 17. futam (19-ből) | 21        |
| 2006   | Fernando Alonso    | Renault*           | 6              | 7        | 14               | 5               | 134   | 18. futam (18-ból) | 13        |
| 2007   | Kimi Räikkönen     | Ferrari*           | 3              | 6        | 12               | 6               | 110   | 17. futam (17-ből) | 1         |
| 2008   | Lewis Hamilton     | McLaren-Mercedes   | 7              | 5        | 10               | 1               | 98    | 18. futam (18-ból) | 1         |
| 2009   | Jenson Button      | Brawn-Mercedes*    | 4              | 6        | 8                | 1               | 95    | 16. futam (17-ből) | 15        |
| 2010   | Sebastian Vettel   | Red Bull-Renault*  | 10             | 5        | 10               | 3               | 256   | 19. futam (19-ből) | 4         |
| 2011   | Sebastian Vettel   | Red Bull-Renault*  | 15             | 11       | 17               | 3               | 392   | 15. futam (19-ből) | 122       |
| 2012   | Sebastian Vettel   | Red Bull-Renault*  | 6              | 5        | 10               | 6               | 281   | 20. futam (20-ból) | 3         |
| 2013   | Sebastian Vettel   | Red Bull-Renault*  | 9              | 13       | 16               | 7               | 397   | 16. futam (19-ből) | 155       |
| 2014   | Lewis Hamilton     | Mercedes*          | 7              | 11       | 16               | 7               | 384   | 19. futam (19-ből) | 67        |
| 2015   | Lewis Hamilton     | Mercedes*          | 11             | 10       | 17               | 8               | 381   | 16. futam (19-ből) | 59        |
| 2016   | Nico Rosberg       | Mercedes*          | 8              | 9        | 16               | 5               | 385   | 21. futam (21-ből) | 5         |
| 2017   | Lewis Hamilton     | Mercedes*          | 11             | 9        | 13               | 7               | 363   | 18. futam (20-ből) | 46        |
| 2018   | Lewis Hamilton     | Mercedes*          | 11             | 11       | 17               | 3               | 408   | 19. futam (21-ből) | 88        |
| 2019   | Lewis Hamilton     | Mercedes*          | 5              | 11       | 17               | 6               | 413   | 19. futam (21-ből) | 87        |
| 2020   | Lewis Hamilton     | Mercedes*          | 10             | 11       | 14               | 6               | 347   | 14. futam (17-ből) | 124       |
| 2021   | Max Verstappen     | Red Bull           | 10             | 10       | 18               | 6               | 395,5 | 22. futam (22-ből) | 8         |
| 2022   | Max Verstappen     | Red Bull*          | 8              | 15       | 17               | 5               | 454   | 18. futam (22-ből) | 146       |
| 2023   | Max Verstappen     | Red Bull*          | 12             | 19       | 21               | 9               | 575   | 18. futam (22-ből) | 290       |
| 2024   | Max Verstappen     | Red Bull           | 8              | 9        | 14               | 3               | 437   | 22. futam (24-ből  | 63        |

- – A csillag jelzi azon csapatokat, melyek az adott szezonban konstruktőri világbajnoki címet is szereztek. (1958-tól).

1. ↑  Fangio az 1951-es francia nagydíj győzelmét megosztva kapta Luigi Fagiolival.
2. ↑  Fangio az 1954-es Argentin-és belga nagydíjon Maseratival versenyzett, majd utána Mercedes-Benzzel.
3. ↑  Fangio az 1956-os argentin nagydíj győzelmét megosztva kapta Luigi Mussóval.
4. ↑  Fangio az 1956-os Monacói-és olasz nagydíjon szerzett második helyét megosztva kapta Peter Collins-szal.
5. ↑  Hill a világbajnoki címét az 1961-es olasz nagydíjon szerezte meg, miután csapattársa, Wolfgang von Trips a versenyen meghalt.
6. ↑  Surtees volt az első, aki autós és motoros világbajnoki címet is szerzett, Formula–1-es világbajnoki címe előtt hétszer nyerte a 350, illetve 500 cm³-es motorok világbajnokságát.
7. ↑  Rindt az olasz nagydíj edzésén elhunyt, a hátralevő két verseny alatt azonban nem tudták behozni a pontelőnyét. Így Rindt az első (máig egyetlen) posztumusz világbajnoka a Formula–1-nek.
8. ↑  Andretti világbajnoki címét csapattársa, Ronnie Peterson olasz nagydíjon bekövetkezett halála után szerezte meg.
9. ↑  Nelson Piquet az 1987-es világbajnoki címet azután szerezte meg, hogy csapattársa, Nigel Mansell a pénteki időmérőn balesetet szenvedett, és sérülése miatt nem tudott részt venni a futamon.
10. ↑  Ayrton Senna nyerte a japán nagydíjat, de diszkvalifikálták, miután Prosttal való ütközése után a pályabírók egy sikánt levágva visszatolták a pályára. Ennek következtében Prost lett a világbajnok.
11. ↑  Damon Hill Graham Hill fia, aki 1962-ben, és 1968-ban is világbajnoki címet szerzett a Formula–1-ben, így ez volt az első eset, hogy apa és fia is világbajnoki címet szerzett a sportágban.
12. ↑  Michael Schumacher második helyezését, és 78 pontját törölték a világbajnokság végén.
13. ↑  A második helyen pontegyenlőség alakult ki Lewis Hamilton és Fernando Alonso között.
14. ↑  Nico Rosberg az 1982-es világbajnokságot megnyerő Keke Rosberg fia, így Graham és Damon Hill után ők a második apa–fiú páros, akik mindketten világbajnokok lettek. Ugyanakkor ez különböző országok színeiben sikerült neki: Keke Finnországot, Nico hivatalosan Németországot képviselte.

## Versenyzők szerint
| Versenyző          | Világbajnoki címek száma | Szezon(ok)                 |
| ------------------ | ------------------------ | -------------------------- |
| Michael Schumacher | 7                        | 1994–1995, 2000–2004       |
| Lewis Hamilton     | 7                        | 2008, 2014–2015, 2017–2020 |
| Juan Manuel Fangio | 5                        | 1951, 1954–1957            |
| Alain Prost        | 4                        | 1985–1986, 1989, 1993      |
| Max Verstappen     | 4                        | 2021–2024                  |
| Sebastian Vettel   | 4                        | 2010–2013                  |
| Jack Brabham       | 3                        | 1959–1960, 1966            |
| Jackie Stewart     | 3                        | 1969, 1971, 1973           |
| Niki Lauda         | 3                        | 1975, 1977, 1984           |
| Nelson Piquet      | 3                        | 1981, 1983, 1987           |
| Ayrton Senna       | 3                        | 1988, 1990–1991            |
| Alberto Ascari     | 2                        | 1952–1953                  |
| Jim Clark          | 2                        | 1963, 1965                 |
| Graham Hill        | 2                        | 1962, 1968                 |
| Emerson Fittipaldi | 2                        | 1972, 1974                 |
| Mika Häkkinen      | 2                        | 1998–1999                  |
| Fernando Alonso    | 2                        | 2005–2006                  |
| Nino Farina        | 1                        | 1950                       |
| Mike Hawthorn      | 1                        | 1958                       |
| Phil Hill          | 1                        | 1961                       |
| John Surtees       | 1                        | 1964                       |
| Denny Hulme        | 1                        | 1967                       |
| Jochen Rindt       | 1                        | 1970                       |
| James Hunt         | 1                        | 1976                       |
| Mario Andretti     | 1                        | 1978                       |
| Jody Scheckter     | 1                        | 1979                       |
| Alan Jones         | 1                        | 1980                       |
| Keke Rosberg       | 1                        | 1982                       |
| Nigel Mansell      | 1                        | 1992                       |
| Damon Hill         | 1                        | 1996                       |
| Jacques Villeneuve | 1                        | 1997                       |
| Kimi Räikkönen     | 1                        | 2007                       |
| Jenson Button      | 1                        | 2009                       |
| Nico Rosberg       | 1                        | 2016                       |

## Nemzetiség szerint
| Ország                    | Világbajnok versenyzők száma | Világbajnoki címek száma |
| ------------------------- | ---------------------------- | ------------------------ |
| Nagy-Britannia            | 10                           | 20                       |
| Németország               | 3                            | 12                       |
| Brazília                  | 3                            | 8                        |
| Argentína                 | 1                            | 5                        |
| Franciaország             | 1                            | 4                        |
| Ausztrália                | 2                            | 4                        |
| Ausztria                  | 2                            | 4                        |
| Finnország                | 3                            | 4                        |
| Olaszország               | 2                            | 3                        |
| Amerikai Egyesült Államok | 2                            | 2                        |
| Hollandia                 | 1                            | 4                        |
| Spanyolország             | 1                            | 2                        |
| Kanada                    | 1                            | 1                        |
| Új-Zéland                 | 1                            | 1                        |
| Dél-Afrika                | 1                            | 1                        |

## Rekordok
- Legfiatalabb világbajnok: Sebastian Vettel – 23 év, 4 hónap és 10 nap (2010)
- Legidősebb világbajnok: Juan Manuel Fangio – 46 év, 41 nap (1957)
- Legtöbb világbajnoki cím: 7: Michael Schumacher (1994–1995, 2000–2004) és Lewis Hamilton (2008, 2014–2015, 2017–2020)
- Legtöbb, sorozatban nyert világbajnoki cím: Michael Schumacher – 5 (2000–2004)

## Lásd még
- Formula–1-es világbajnok konstruktőrök listája